# فراشيات المظهر (فصيلة فرعية)
فُصيلة فراشيات المظهر (الاسم العلمي: Psychodinae) هي فُصيلة من الحشرات تتبع فصيلة فراشيات المظهر من رتبة ذوات الجناحين.

## أجناس فُصيلة فراشيات المظهر
- البرغشة